# فايغولس
بلدية فيغولس (بالكاتالانية: Fígols) هي إحدى بلديات مقاطعة برشلونة، والتي تقع في منطقة كاتالونيا، شرق إسبانيا.
يبلغ عدد سكانها 49 نسمة وفقاً لإحصائية سنة (2007).

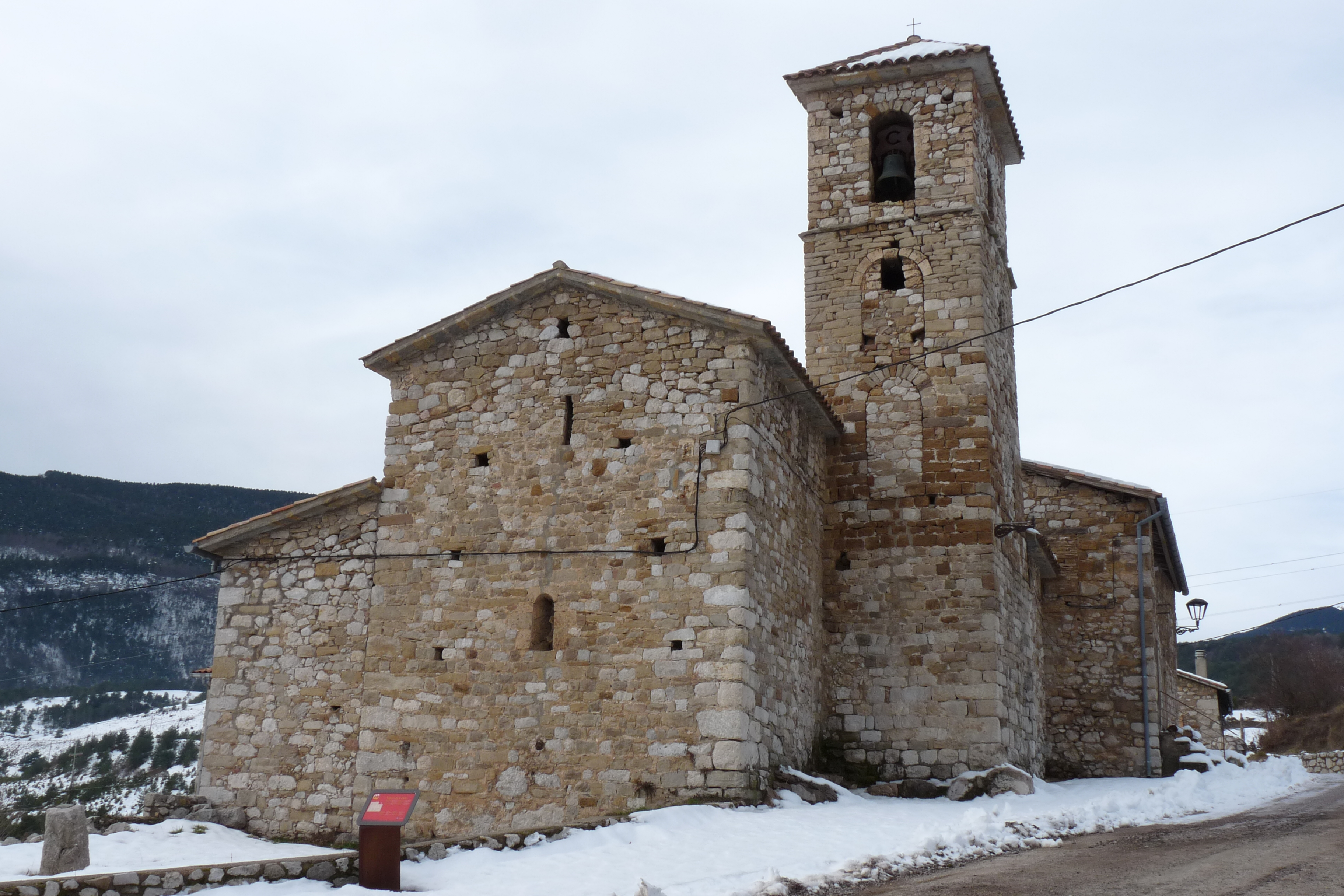